# Храм в Ком-Омбо
Храм в Ком-Омбо — храм в Верхнем Египте (мухафаза Асуан), единственное сохранившееся сооружение древнеегипетского города Нубет (Nbjt; «город золота», не путать с одноимённым городом Нубт / Омбос / Негада в современной мухафазе Кена). Сооружён в 180 — 47 гг. до н. э. в правление династии Птолемеев (эллинистический Египет) с сохранением фрагментов прежнего храма, существовавшего на этом месте в Новом царстве. Особенность возобновлённого Птолемеями сооружения в двойственности его культового предназначения: храм посвящён одновременно двум богам — Гору и Себеку.

## Описание и история

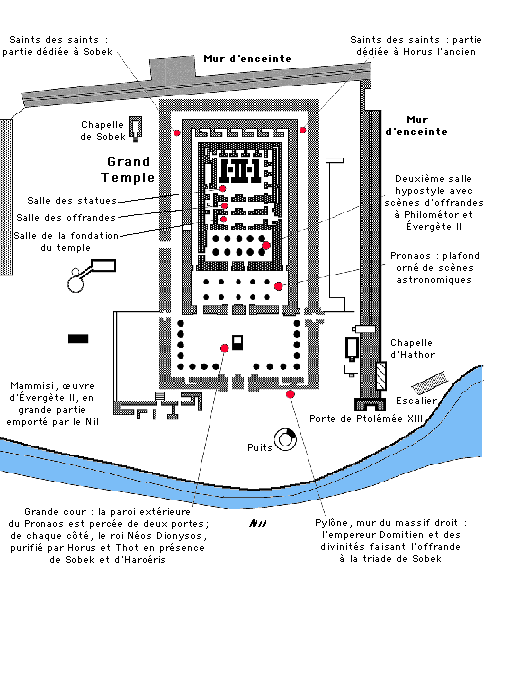
План территории храма

Здание храма симметрично относительно своей центральной оси; при этом его дворики, залы, святилища и комнаты повторяются в отдельности для каждого из двух божеств.
Северная часть святилищ храма посвящена культу Гора. Одно из древнейших божеств Египта, сокологоловый Гор присутствует здесь в ипостаси Гора-Старшего (англ. Haroeris, 'Horus the Elder'). Концептуально Гор представлен в храме как глава триады «отец — мать — сын», в которую входят также его супруга («божественная сестра»), богиня Тасенетнофрет, и их сын, бог Панебтауи (Бог Двух земель, Panebtawy, 'Lord of the Two Lands'). 
Южная часть святилищ храма посвящена культу крокодилоголового Себека — бога воды и разливов Нила. Себеку была посвящена кирпичная стена, сложенная во времена Тутмоса III, на которой фараон изображён с символами строительства — измерительной тростью и долотом. Следуя концепции триады «отец — мать — сын», архитекторы храма представили Себека совместно с супругой, богиней Хатхор, и сыном, богом луны Хонсу. Богине Хатхор посвящено святилище в передней части храма.
На территории храма были устроены два ниломера, служившие для замера уровня разливов Нила. 
Часть изображений была сбита ещё коптами, которые некоторое время использовали храм в своих культовых целях. В Средние века храм был заброшен и разрушался как водами Нила, так и людьми, использовавшими постройку как каменоломню. Последняя из утрат  — маммиси Птолемея VIII; это культовое сооружение располагалось перед входом в храм вплоть до середины XIX века. Руины храма Гора-Себека наполовину утопали в песке вплоть до 1893 года, когда Жак де Морган начал расчистку и восстановление этого уникального комплекса. Несмотря на разрушение пилонов, основная часть каменных конструкций храма сохранилась. Двойной входной проём, ведущий в гипостильный зал с колоннами, восстановлен.
Храм выгодно расположен на отвесном правом (восточном) берегу Нила. В XXI веке его руины эффектно подсвечиваются после захода солнца, создавая романтический вид с реки.
22 апреля 2018 года в ходе ремонтных работ в храме Ком-Омбо археологи обнаружили бюст римского императора Марка Аврелия. Размер находки в виде изображения кудрявой головы императора с бородой 40×33×34 сантиметра. Неподалеку обнаружен фрагмент обезглавленной статуи из песчаника
16 сентября 2018 года в ходе работ по понижению грунтовых вод вокруг храма Ком-Омбо археологи обнаружили статую сфинкса. Находка относится к эпохе Птолемеев (331 год до н.э. - 31 год н.э.). Ширина по основанию постамента составляет 28 см. Голову сфинкса украшает урей - царский убор с изображением богини-кобры Уаджит, завершает облик ритуальная борода фараона.

## Галерея
Общий вид

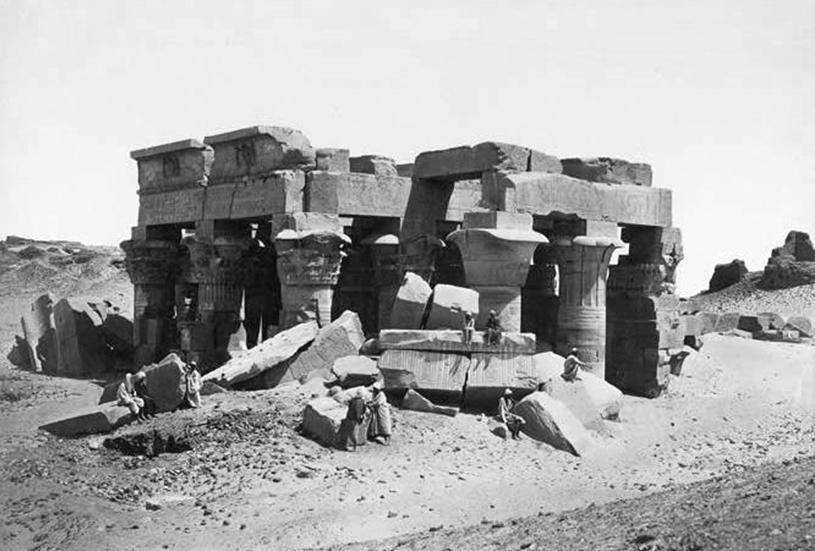
Засыпанный песком, фотография 1870-х.
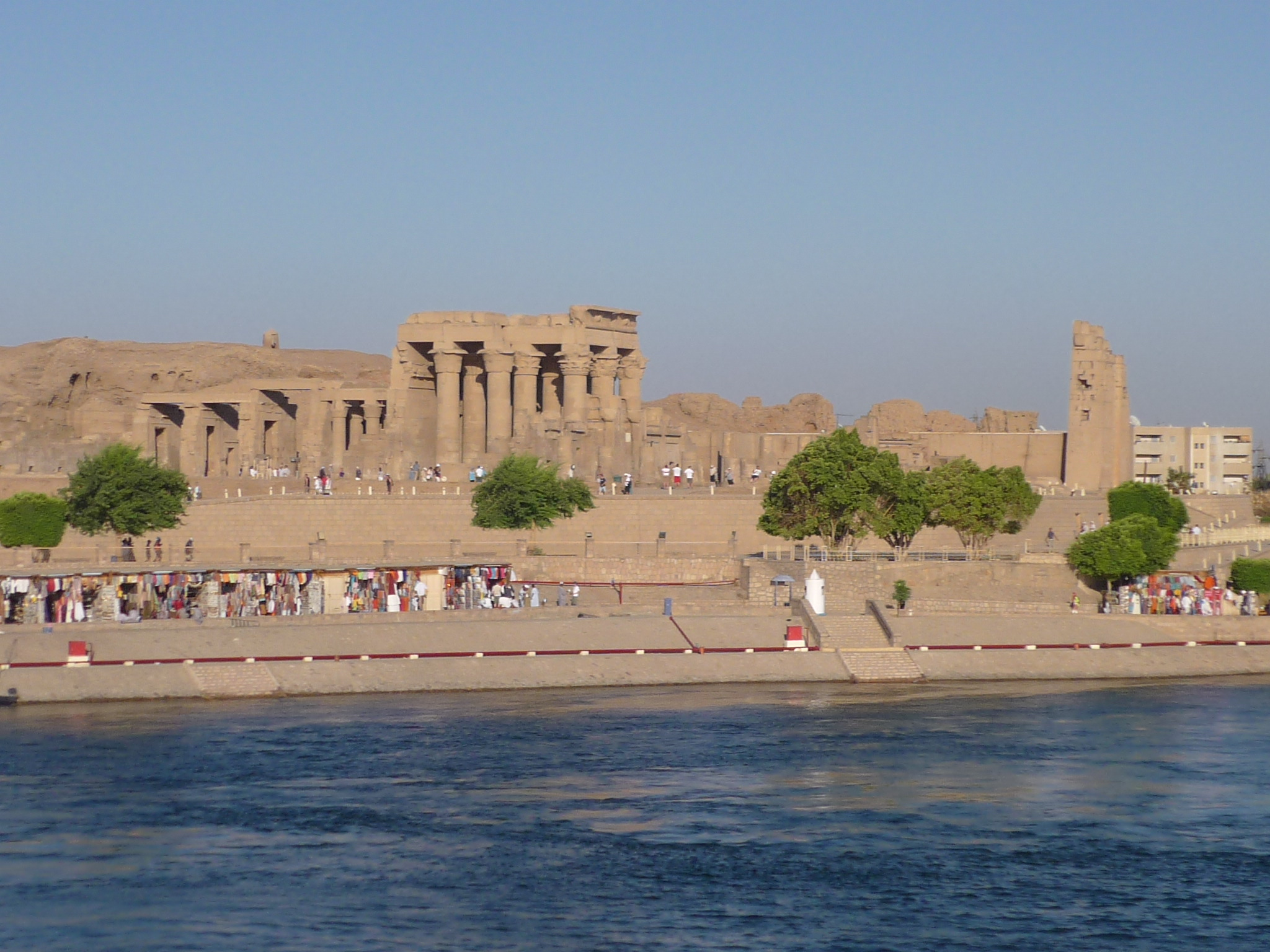
Вид с реки
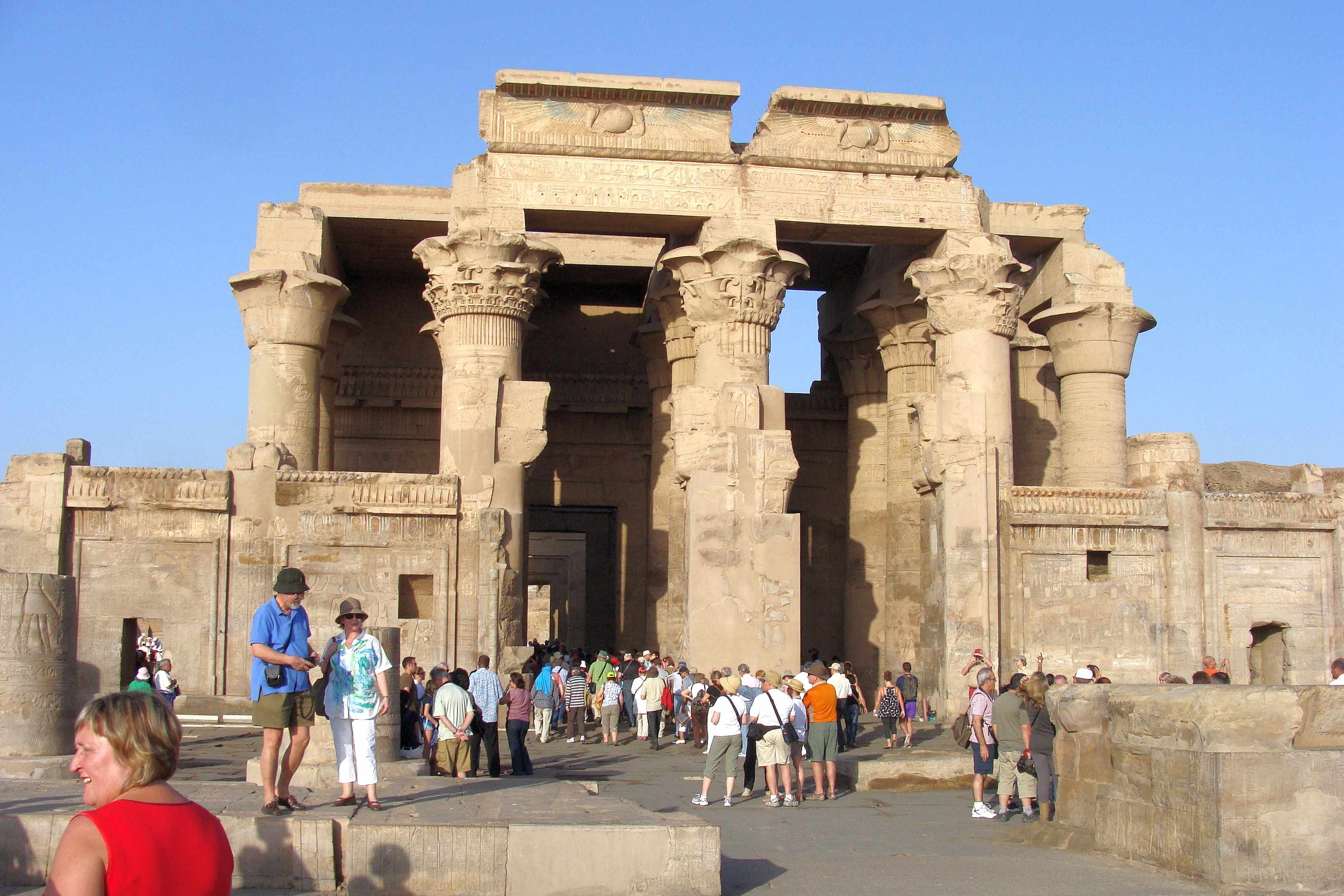
Двойной вход храма
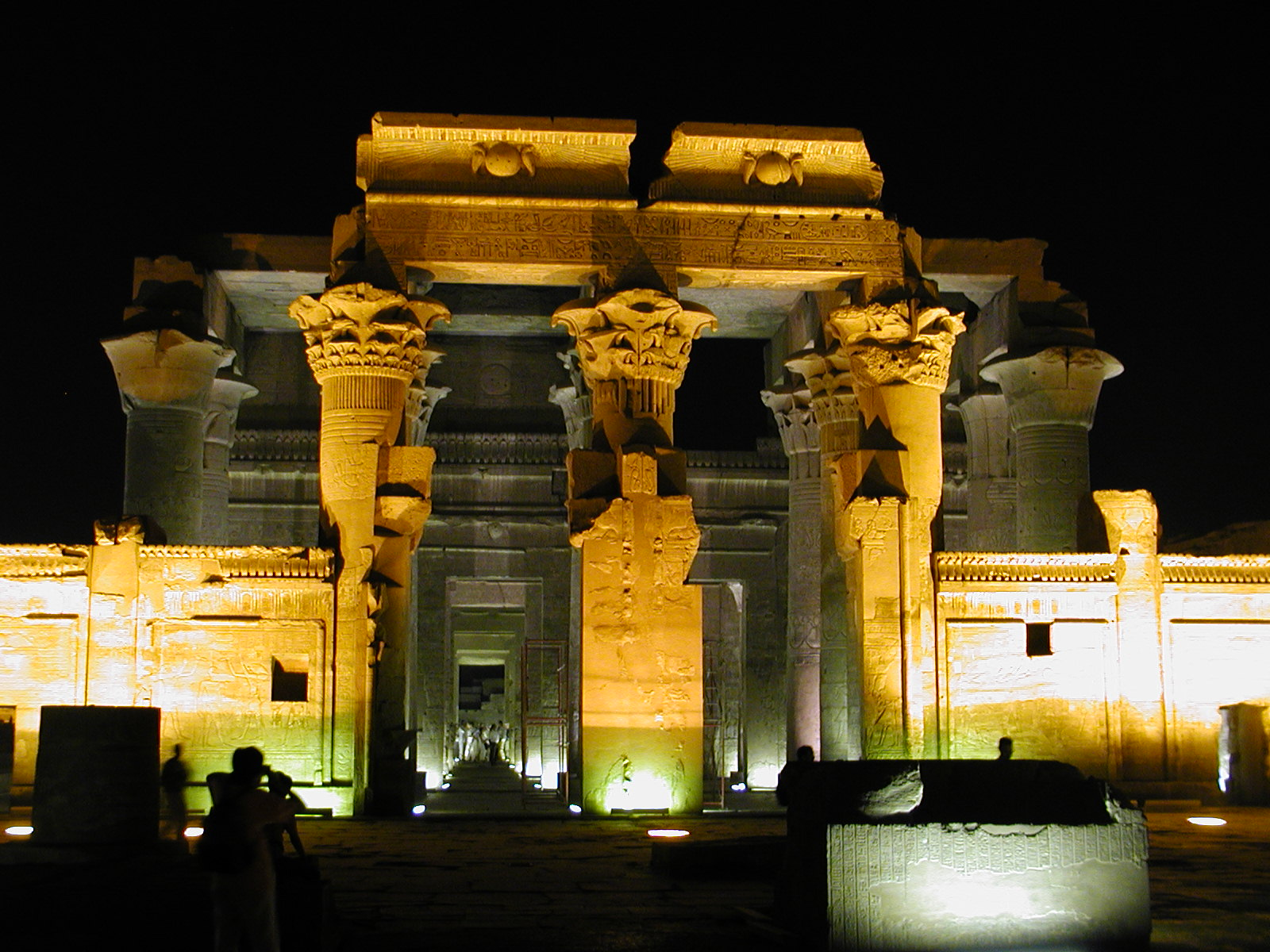
Ночная подсветка
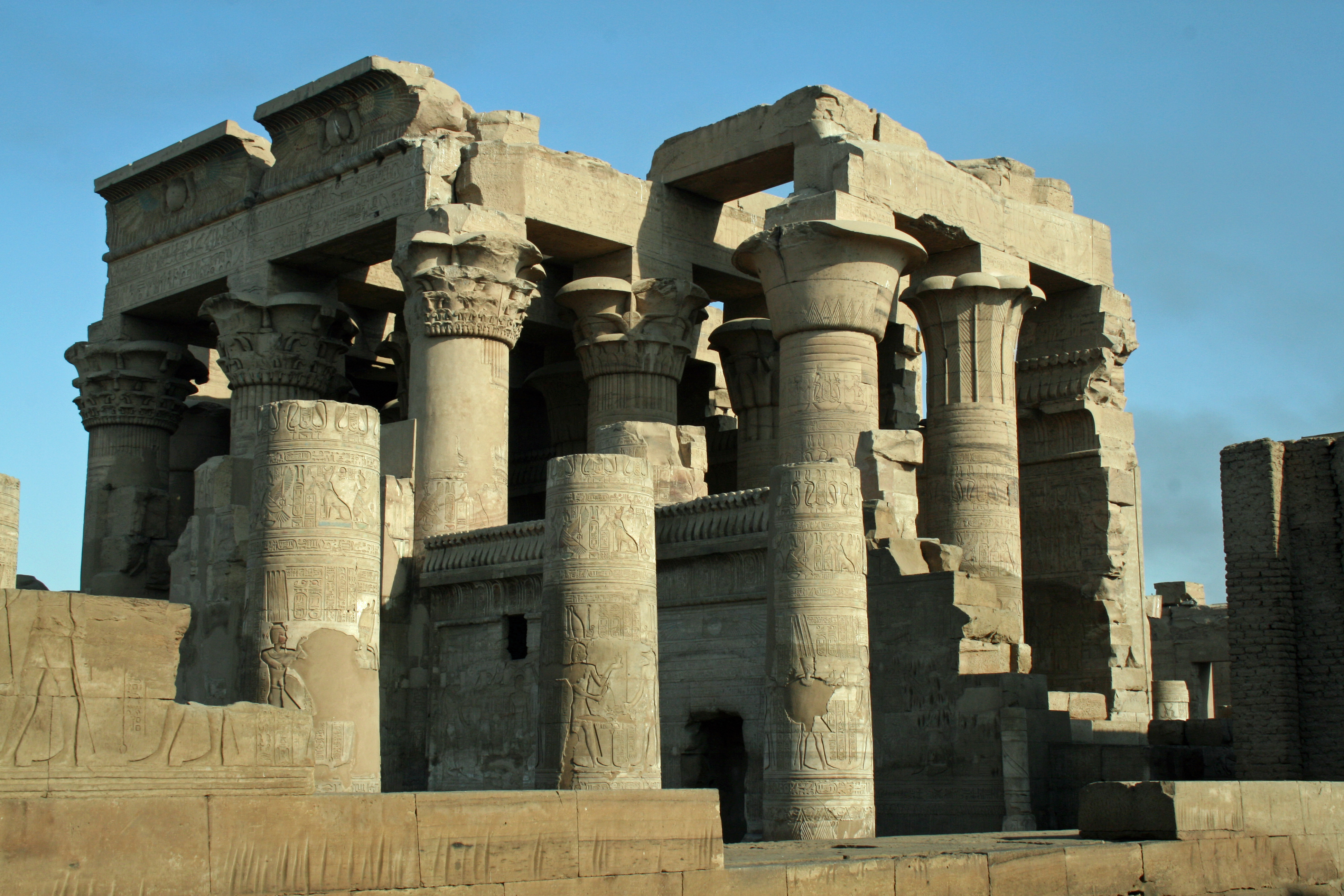

Детали

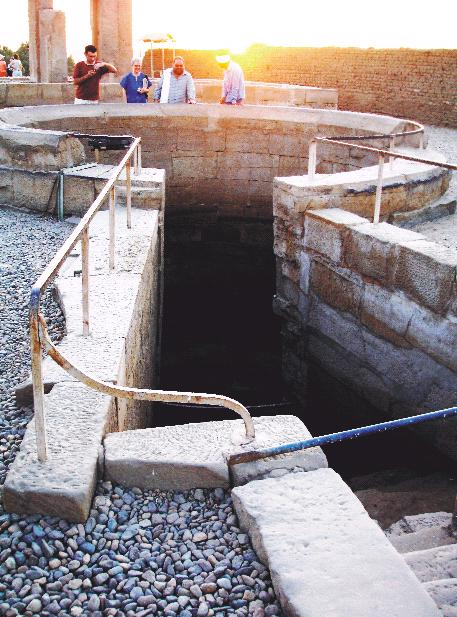
Один из двух ниломеров
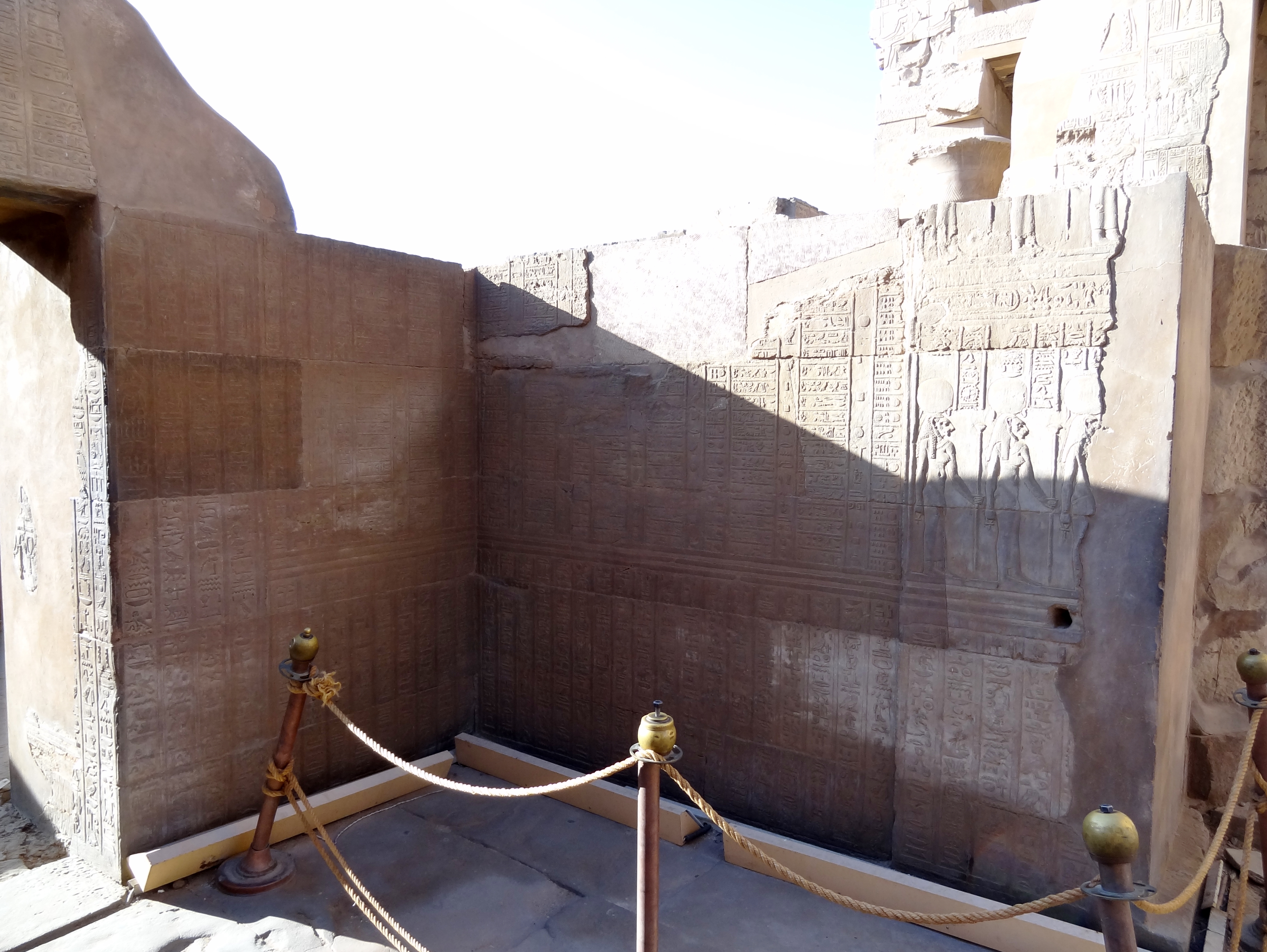
Стена с календарём
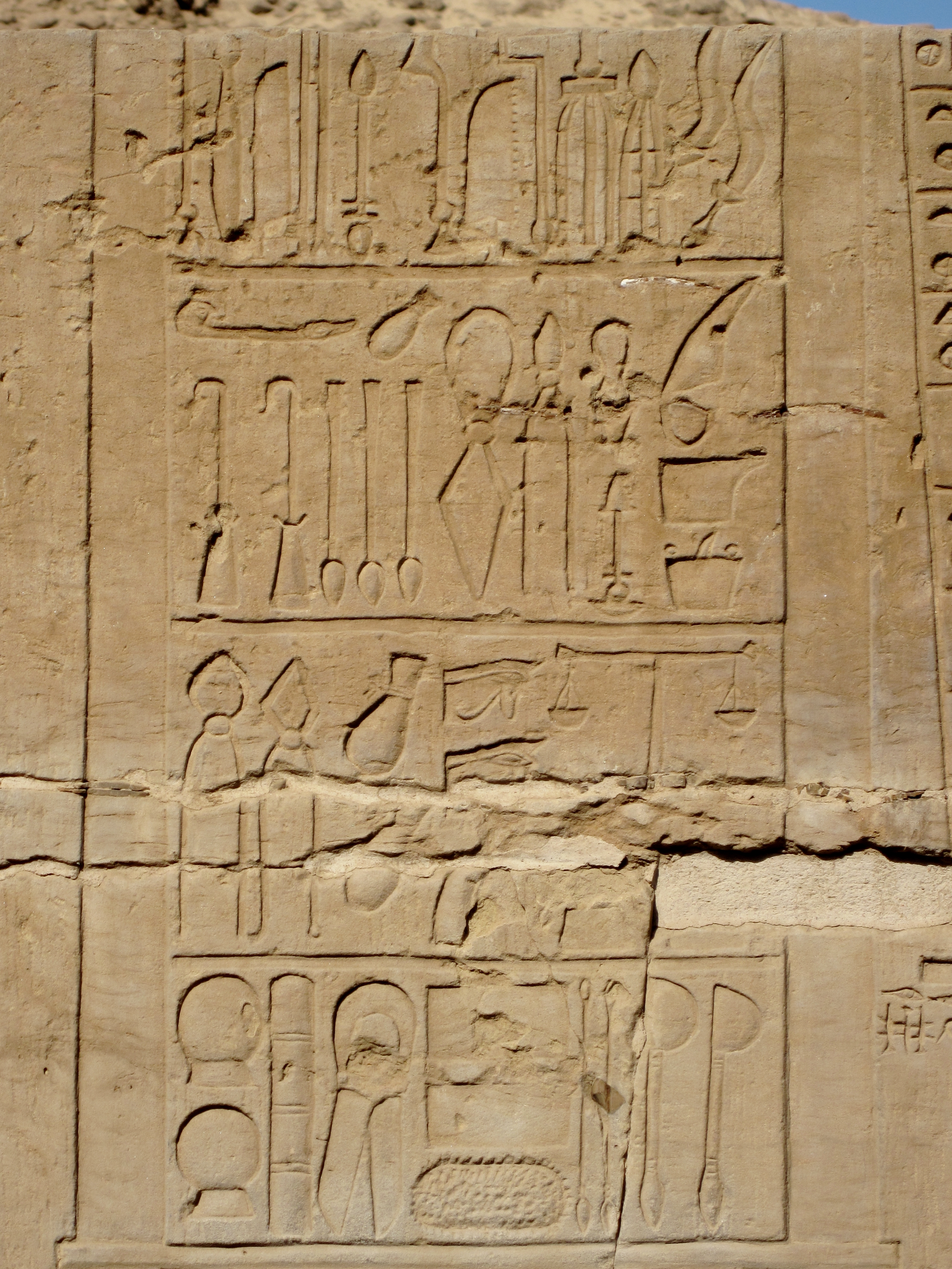
Изображение хирургических инструментов
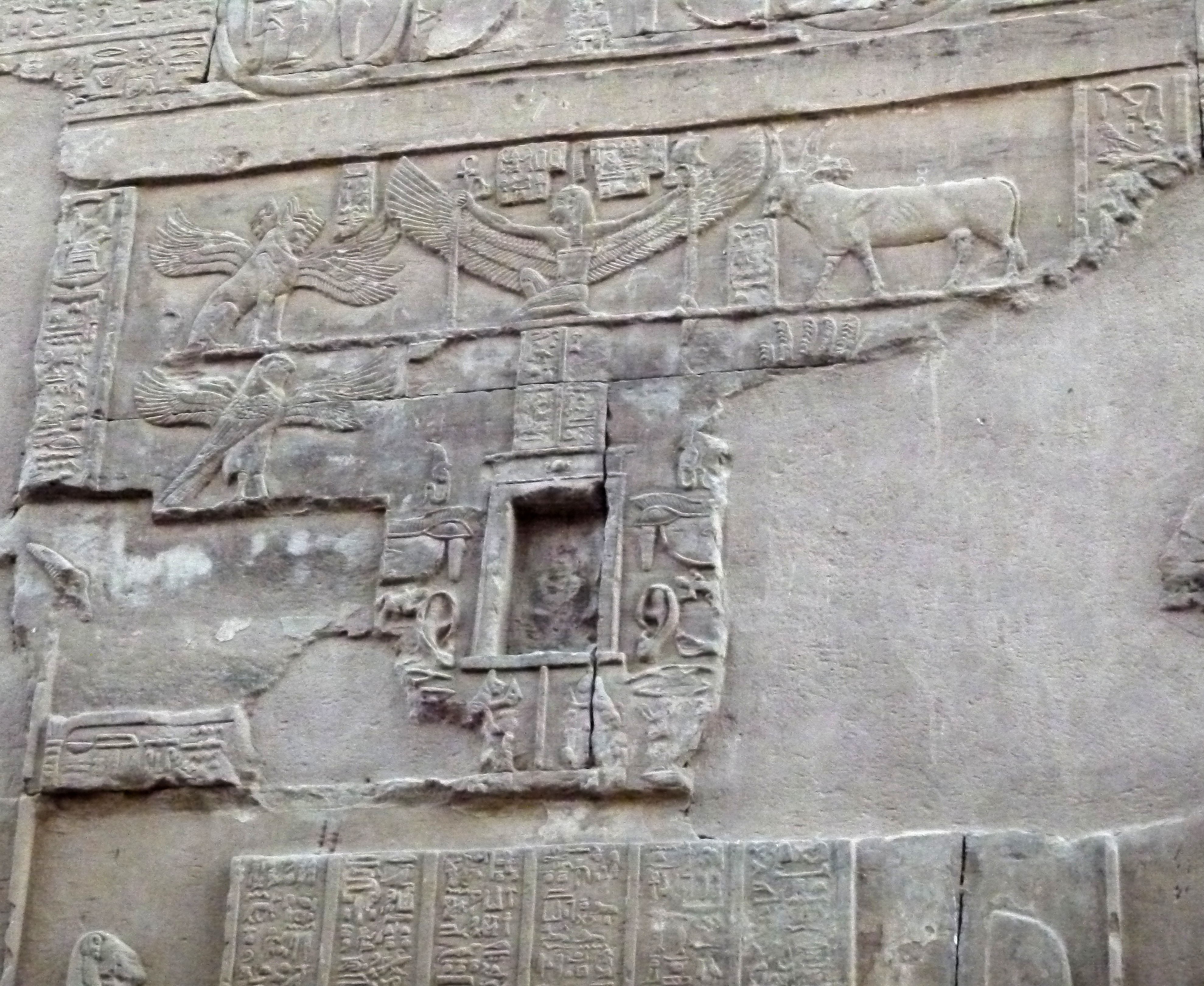
Изображение тетраморфа
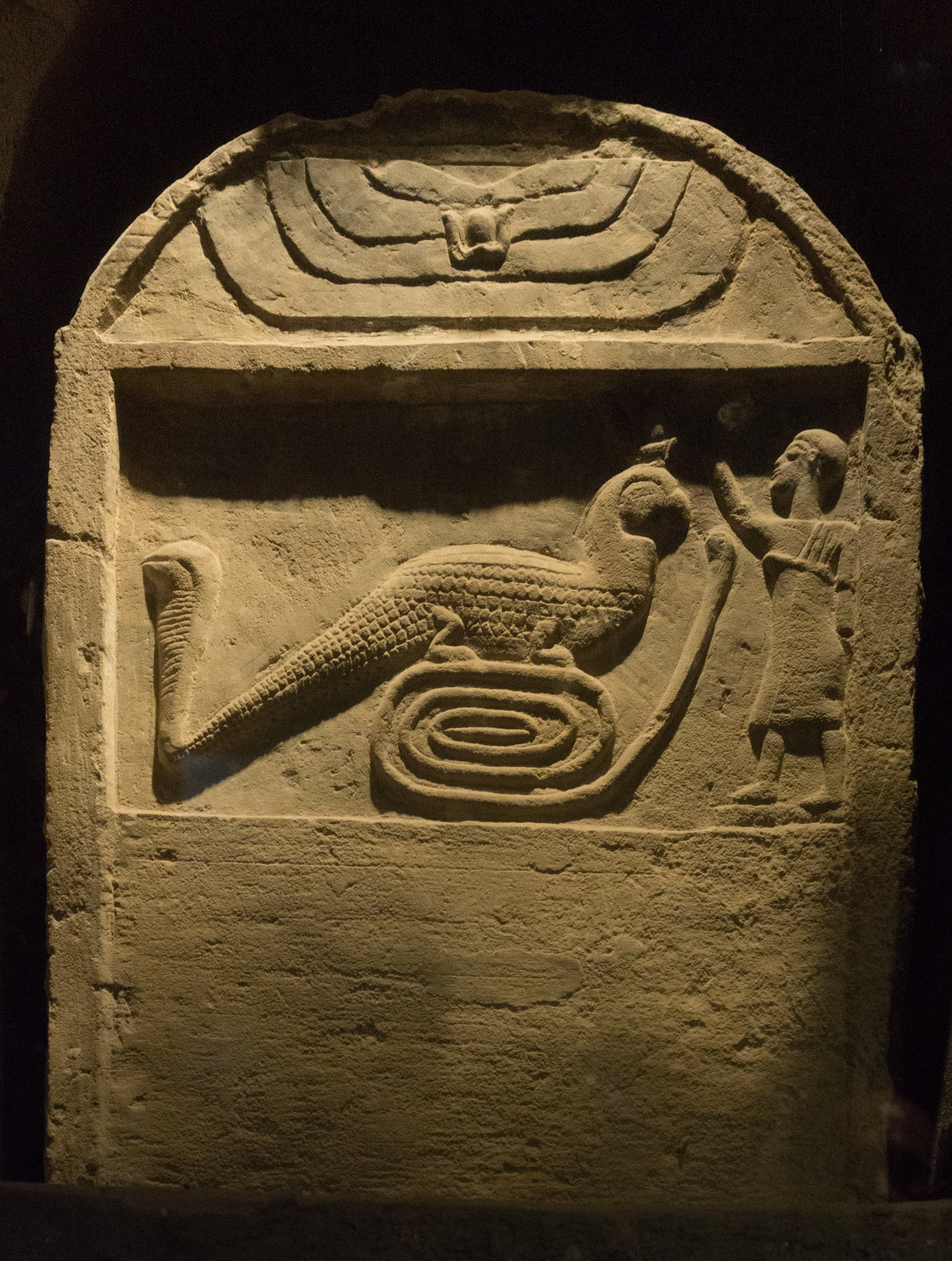
Экспонат храмового Музея крокодилов